# Ахмедли, Назим Шамиль оглы
Назим Шамиль оглу Ахмедли (азерб. Əhmədli Nazim Şamil oğlu; род. 1 мая 1953, Ахмедли, Лачинский район) — азербайджанский поэт, писатель, переводчик, с 1986 года член Союза Писателей Азербайджана.

## Биография
Назим Шамиль оглу Ахмедли родился 1 мая 1953 года в Лачинский район, село Ахмедлы. Окончил среднюю школу в Лачине, в 1971–1974 учился в Шушинском сельхозтехникуме, в 1974–1976 служил на военной службе бывшего Советского Союза. С конца 1970-х его стихи публикуются в печати.
В 1981 году поступил на поэтический факультет Литературного института имени Максима Горького в Москве. По окончании института вернулся в Баку и работал заведеющим отделом Союзе писателей Азербайджана.
В 1993-1996 годах служил военным журналистом в Азербайджанской армии, затем работал учителем в Экологическом лицее Наримановского района, затем работал преподавателем факультета журналистики и зам. декан бывшего частного университета прикладных наук в Баку.
Он пришел в литературу в 1980-е годы. Он является автором следующих книг: «Любовь всю жизнь», «Моя душа будет твоей», «Бог любви», «Я грешник посланник», стихотворения «Прости меня», газели, «Мой генерал» арт- документальный рассказ, рассказы «Улыбка девушки», «Моллаахмедли и люди из Моллаахмедлы» (художественный публицист, этнограф).
Его стихи регулярно публикуются в республиканской печати и переведены на русский, чеченский и немецкий языки. Н.Ахмедли переводил на наш язык с русской, шведской, японской литературы. Работал заведующим отделом в газете 525, директором Бюро Пропаканда Художественный Литературы при Союза писателей Азербайджана.
Он является председателем общественного союза по культурным и научным связям со Скандинавскими странами. в секторе неправиеудственные организации с 2012 года. Реализует грантовые проекты в скандинавских странах, связанных с историей, культурой, национально-нравственными ценностями Азербайджана и карабахским конфликтом. В настоящее время работает заместителем директора Государственного архива кинофотодокументов Азербайджанской Республики. Как военный журналист, он участник Карабахской войны.

## Книги
- Любовь всей жизни (стихи). Баку, Издательство «Писатель», 1990.
- Моя душа будет вашей (стихи). Баку, Издательство «Адилоглу» 2002.
- Мой генерал (художественно-документальный рассказ). Баку, Издательство «Гап Полиграф», 2002.
- Бог любви (стихи). Бакинский Издательский Дом «Адилоглу» 2004.
- Прости меня (газель). Баку, Издательство «Адилоглу», 2004.
- Моллаахмедли и жители Моллаахмедли (художественный публицист, этнографическая книга). Баку, Издательство «Адилоглу», 2007.
- Я грешный вестник (стихи). Баку, Издательство «Ганун», 2017.
- Девичья улыбка (рассказы). Баку, «Издательство Qanun», 2017.[6]
- Небо забытый мною Баку, (стихи). «Издательство Qanun», 2019.
- Я вернусь снова. Баку, (стихи). «Издательство Вектор», 2020.
- Mein gelitbtes fernes – Берлин, стихи «Meer-Auflage Taschenbushausgabe» 2021
- Покрой меня облоками. Город Табриз, (стихи).  «Издательство» Айдын Сав» 2020.
- Stay in my heart - Баку, (стихи). «Издательство Мутаражжим», 2021.
- BURKU. Город Табриз, (расказы) «Издательство» Айдын Сав» 2020.
- “Xasratinq yullari”. города Ташкента. Издательство "Renessans press", 2024